# Magnus Vattrodt

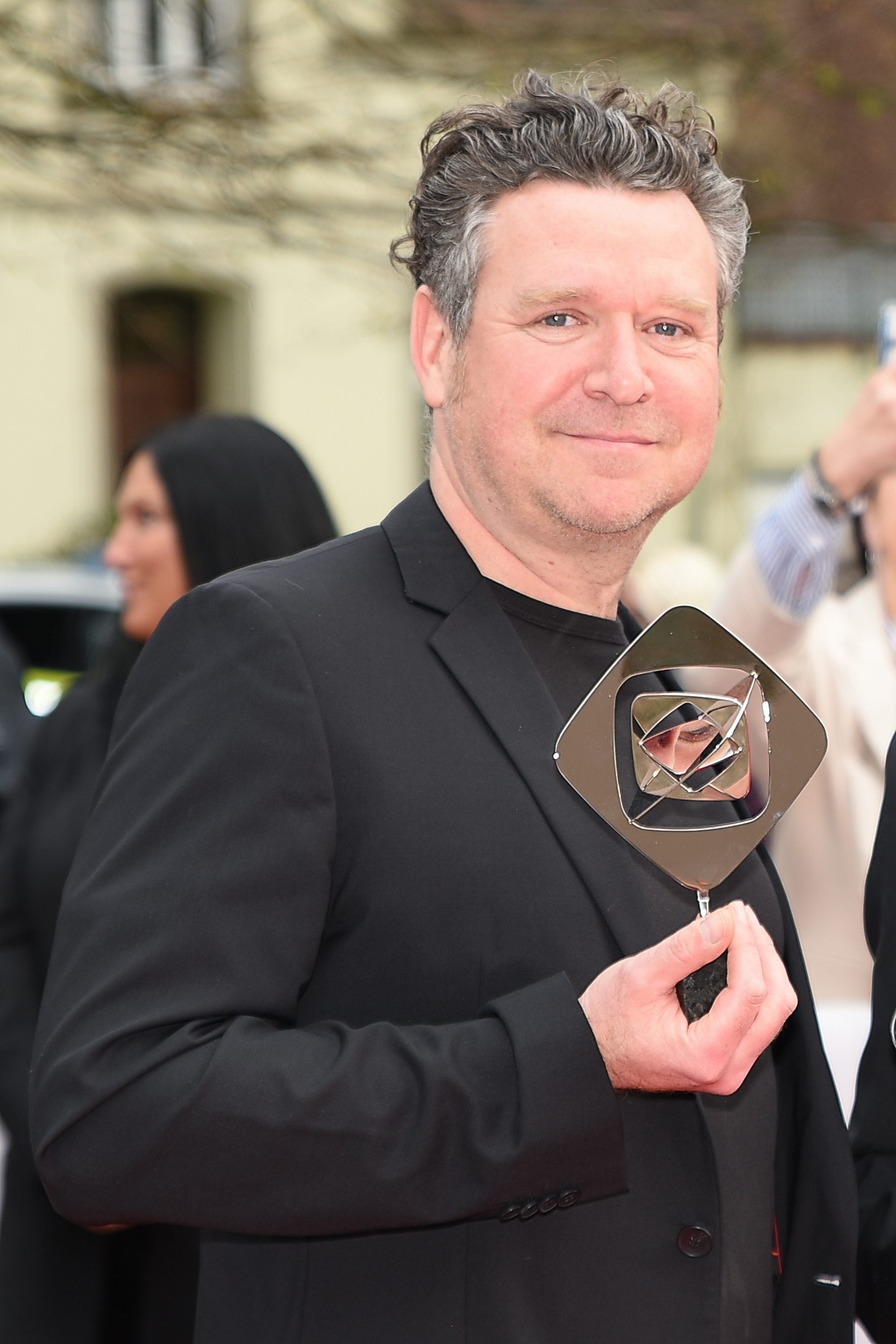
Magnus Vattrodt bei der Verleihung des Grimme-Preises 2023

Magnus Vattrodt (* 1972 in Karlsruhe) ist ein deutscher Drehbuchautor und Schriftsteller. Seine Fernsehfilme und Drehbücher wurden vielfach ausgezeichnet, unter anderem mit dem Deutschen Fernsehpreis, dem PRIX EUROPA und der Goldenen Kamera.

## Leben und Wirken
Vattrodt studierte Theaterwissenschaft an der Universität Gießen und anschließend an der Internationalen Filmschule Köln Drehbuch.
Im Jahr 2000 erschien sein Roman Managuaspiele. Darin geht es um eine Ehe-Flucht aus dem bundesdeutschen Wohlstandsmilieu in die nicaraguanische Hauptstadt Managua.
Seit 2006 schrieb er Drehskripte für Tatort-Krimis. Für weitere Fernsehfilm-Produktionen verfasste er Drehbücher, darunter Der Novembermann, welcher 2007 auf mehreren deutschen Filmfestivals gezeigt wurde und den Filmkunstpreis für Fernsehen gewann. Für das Fernsehfilm-Skript Liebesjahre (ZDF 2011, Regie Matti Geschonneck) wurde Vattrodt 2012 mit dem Grimme-Preis und einer Goldenen Kamera ausgezeichnet.
Mit Das Ende einer Nacht schuf er, wieder zusammen mit Geschonneck in der Regie, 2012 erneut einen von den Rezensenten gelobten gemeinsamen TV-Spielfilm. Es handelt sich um einen Justiz-Thriller, zwei Juristinnen gegeneinander in einem Prozess ähnlich dem im Medien-Fall Kachelmann.
Daraufolgten viele weitere Preisgekrönte Fernsehfilme, wie z. B. Ein großer Aufbruch (2015, Regie: Matti Geschonneck) oder Die Wannseekonferenz (2022, Regie: Matti Geschonneck).
2022 wurde Die Wannseekonferenz (Regie: Matti Geschonneck), für welche Magnus Vattrodt und Paul Mommertz das Buch verantworten, mit dem PRIX EUROPA als „Best European TV Movie of the Year 2022“ ausgezeichnet. Zudem erlangte der Film auch im Ausland, unter anderem in Frankreich und China, viel Aufmerksamkeit und wurde in über 100 Länder verkauft.
Vattrodt lebt mit seiner Familie in Köln und ist seit 2022 Professor für Drehbuch an der Internationale Filmschule Köln.

## Werke (Auswahl)
Romane
- Managuaspiele. Dielmann, Frankfurt am Main 2000. 421 S., ISBN 3-929232-62-6

Hörspiele
- Der Novembermann (Länge: 81'25, gemeinsam mit Jobst Oetzmann). 2004 unter der Regie von Jobst Oetzmann beim SWR produziert und erstgesendet; 2008 im Verlag Hoffmann und Campe publiziert[7][8]

Drehbücher
- 2006: Die Sitte – Cuba Libre (WDR, Regisseur: Florian Froschmayer)
- 2006: Der Novembermann, nach seinem gleichnamigen Hörspiel (Filmpool, WDR, arte, Regisseur: Jobst Oetzmann)
- 2009: Tatort – Wir sind die Guten (BR, Regie: Jobst Oetzmann)[10]
- 2009: Tatort – Tempelräuber (WDR, Regie: Matthias Tiefenbacher)[11][12]
- 2010: Tatort – Die Heilige (BR, Regie: Jobst Oetzmann)
- 2011: Liebesjahre (ZDF, Regie Matti Geschonneck)
- 2011: Tatort – Herrenabend (WDR, Regie: Matthias Tiefenbacher)[13]
- 2012: Tatort – Der traurige König (BR, Regie: Jobst Oetzmann)
- 2012: Das Ende einer Nacht (ZDF, Regie Matti Geschonneck)[1]
- 2014: Helen Dorn – Das dritte Mädchen (ZDF, Regie Matti Geschonneck)
- 2014: Helen Dorn – Unter Kontrolle (ZDF, Regie Matti Geschonneck)
- 2014: Das Zeugenhaus  (ZDF, Regie Matti Geschonneck)
- 2015: Ein großer Aufbruch (ZDF, Regie Matti Geschonneck)
- 2018: Südstadt (ZDF, Regie Matti Geschonneck)
- 2019: Tatort – Für immer und dich (SWR, Regie: Julia von Heinz)
- 2020: Unterleuten – Das zerrissene Dorf (ZDF, Regie Matti Geschonneck)
- 2020: Tatort – Limbus (WDR, Regie: Max Zähle)
- 2022: Die Wannseekonferenz (ZDF, Regie Matti Geschonneck)
- 2022: Die Bürgermeisterin  (ZDF, Regie Christiane Balthasar)

## Auszeichnungen (Auswahl)
- 2007
  - Filmkunstpreis für Fernsehen für Der Novembermann
  - Einladungen zu Filmfest München; Fernsehfilm-Festival Baden-Baden

- 2012
  - Grimme-Preis der Rubrik „Fiktion“ für das Drehbuch Liebesjahre[14]
  - Goldene Kamera, Kategorie „Bester Fernsehfilm“ für Liebesjahre[15]  (Regie: Matti Geschonneck)
  - Publikumspreis Fernsehkrimi-Festival Wiesbaden für Tatort – Der traurige König (gemeinsam mit Jobst Oetzmann)[16]
  - Deutscher Fernsehpreis in der Kategorie „Bester Fernsehfilm“ für Das Ende einer Nacht[15] (Regie: Matti Geschonneck)

- 2013
  - Grimme-Preis, Kategorie „Fiktion“ für Das Ende einer Nacht[17] (Regie: Matti Geschonneck)
  - Goldene Kamera, Kategorie „Bester Fernsehfilm“ für Das Ende einer Nacht[18] (Regie: Matti Geschonneck)
- 2015
  - Gold World Medal, New York Festival, Kategorie „Bester Fernsehfilm“ für Das Zeugenhaus[19]

- 2016:
  - Deutscher Fernsehpreis, Kategorie „Bestes Drehbuch“ für Ein großer Aufbruch[15]
  - Auszeichnung der Deutschen Akademie für Fernsehen in der Kategorie „Drehbuch“ für Ein großer Aufbruch[15]
  - Goldene Kamera, Kategorie „Bester Fernsehfilm“ für Ein großer Aufbruch[20] (Regie: Matti Geschonneck)
  - Nominierung Grimme-Preis, Kategorie „Fiktion“ für Ein großer Aufbruch[15]
  - Deutscher Fernsehpreis, Kategorie „Bestes Drehbuch“ für Das Zeugenhaus[21]
- 2018:
  - Nominierung Goldene Kamera, Kategorie „Bester Fernsehfilm“ für Ein Kommissar kehrt zurück[15]
- 2019
  - Fernsehfilmpreis der Deutschen Akademie der Darstellenden Künste für Tatort: Für immer und dich[22] (Regie: Julia von Heinz)
  - Gewinner Fernsehfilm-Festival Baden-Baden für Tatort: Für immer und dich[15] (Regie: Julia von Heinz)
- 2021
  - Nominierung Grimme-Preis, Kategorie „Fiktion“ für Unterleuten – Das zerrissene Dorf[23]
  - Jupiter (Filmpreis), Kategorie „TV-Spielfilm National“ für Tatort – Limbus[24] (Regie: Max Zähle)
- 2022
  - Deutscher Fernsehpreis, Kategorie „Bestes Buch Fiktion“ für Die Wannseekonferenz[25]
  - Deutscher Fernsehpreis, Kategorie „Bester Fernsehfilm“ für Die Wannseekonferenz[15] (Regie: Matti Geschonneck)
  - PRIX EUROPA, Kategorie „Best European TV Movie of the Year 2022“ für Die Wannseekonferenz[26] (Regie: Matti Geschonneck)
  - 3Sat Publikumspreis für Die Wannseekonferenz[27]
  - New York Festival, Gold in der Kategorie „Feature Films“ für Die Wannseekonferenz[27]
  - ROMY, Kategorie „Bester Film TV/Stream“ & „Bestes Drehbuch TV/Stream“[15] für Die Wannseekonferenz[27]
- 2023
  - Grimme-Preis in Kategorie „Fiktion“ für Die Wannseekonferenz[28] (Regie: Matti Geschonneck)
  - Deutscher Fernsehpreis, Kategorie „Bester Fernsehfilm“ für Die Bürgermeisterin[15] (Regie: Christiane Balthasar)
  - Nominierung Grimme-Preis, Kategorie „Fiktion“ für Die Bürgermeisterin[15] (Regie: Christiane Balthasar)